# کلاوس اوربانسژیک
کلاوس اوربانسژیک (به آلمانی: Klaus Urbanczyk) بازیکن فوتبال و مدافع اهل آلمان شرقی بود که از سال ۱۹۶۱ میلادی عضو تیم ملی فوتبال آلمان شرقی بوده‌است. وی در ۳۴ بازی ملی حضور داشته و در بازی‌های ملی‌اش گلی به ثمر نرساند. کلاوس اوربانسژیک آخرین بازی ملی خود را در سال ۱۹۶۹ میلادی انجام داد.